# Zoey 101
Zoey 101 és una sèrie per a adolescents creada per Dan Schneider. Es va transmetre pel canal Nickelodeon dels Estats Units d'Amèrica. El programa va fer la seva primera emissió el 9 de gener de 2005. Jamie Lynn Spears va interpretar a Zoey, una de les primeres noies que assisteix a un internat que es diu PCA (Pacific Coast Academy), que abans era només per a nois. El seu germà petit, Dustin (Paul Butcher) també assisteix a l'acadèmia. En PCA, Zoey coneix a molts companys però un d'ells s'enamora d'ella, Chase Matthews (Sean Flynn), està enamorat de Zoey, però és massa tímid per a dir-ho. El darrer episodi de Zoey 101 (Chasing Zoey) es va emetre el 2 de maig de 2008 als Estats Units seguit de PCA Confidential, que és l'epíleg de la sèrie i on es recorden els millors moments.

## Argument
Zoey és una noia rossa, d'estatura mitjana, intel·ligent i amable que arriba a l'acadèmia Costa Pacífic (PCA), una luxosa escola de Califòrnia que abans era exclusiva per homes, de manera que Zoey és de les primeres noies que l'acadèmia ha admès. Al mateix temps el seu germà menor Dustin arriba també a l'escola. Com que és un internat, ha de compartir habitació amb altres noies, al principi de la sèrie amb Dana Cruz i Nicole Bristow, i després amb Lola Martinez i Quinn Pensky, amb qui estableix una forta amistat, i coneix a Chase, Michael i Logan, que comparteixen habitació i es fan amics també. Zoey sempre se surt amb la seva, ja que és molt intel·ligent per resoldre problemes. Habitualment és la mediadora en els conflictes dels seus amics i generalment té la raó, ja que no perd el seny fàcilment. Sempre porta al coll la clau de la seva habitació adornada amb una lletra Z.
Chase s'enamora d'ella des que la va conèixer, i tots a l'escola ho saben, menys Zoey que prefereix ignorar això. En la quarta temporada Zoey pensa que s'ha d'anar a Anglaterra, però al final es queda a Califòrnia, mentre que Chase tracta d'estar amb ella. Al final de la sèrie, Chase i Zoey acaben sent nuvis, car Zoey s'adona que no pot estar amb un altre noi, ja que està enamorada de Chase.

## Personatges

### Principals
- Jamie Lynn Spears és Zoey Brooks (Temporada 1 - 4; tots els capítols)
- Paul Butcher és Dustin Brooks (Temporada 1 - 4)
- Sean Flynn és Chase Matthews (Temporada 1 - 3; les tres temporades i el quarta temporada només en el primer i últim capítol)
- Victoria Justice es Lola Martínez (Temporada 2 - 4)
- Christopher Massey és Michael Barrett (Temporada 1 - 4; tots els capítols)
- Erin Sanders és Quinn Pensky (Temporada1 - 4)
- Matthew Underwood es Logan Reese (Temporada 1 - 4)
- Alexa Nikolas és Nicole Bristow (1 - 2 Temporada)
- Austin Butler és James Garret (Temporada 4; surt en els últims 8 capítols)
- Kristin Herrera és Dana Cruz (Temporada 1)

### Secundaris
- Jessica Chaffin es Coco Wexler
- Jack Salvatore Jr. és Mark del Figgalo
- Creagen Dow és Jeremiah Trottman(Temporada 2-4)
- Christopher Murray és Decano Rivers
- Lisa Tucker és Lisa Perkins (Temporada 3-4)
- Miki Ishikawa és Vicky (Temporada 1)
- Abby Wilde és Stacy Dillsen (Temporada 3-4)
- Brando Eaton és Vince Blake (Temporada 3-4)
- Brian Tee és Kazú

## Temporades
| Temporada   | Episodis | Estreno                | Darrera emissió     |
| ----------- | -------- | ---------------------- | ------------------- |
| Temporada 1 | 13       | 9 de gener de 2005     | 1 de maig de 2005   |
| Temporada 2 | 13       | 11 de setembre de 2005 | 16 d'abril de 2006  |
| Temporada 3 | 26       | 24 de setembre de 2006 | 4 de gener del 2008 |
| Temporada 4 | 13       | 27 de gener del 2008   | 2 de maig del 2008  |

## Banda sonora
| Canciones                                    | Artista               |
| -------------------------------------------- | --------------------- |
| 1. "Follow Me" (Cançó principal de Zoey 101) | Jamie Lynn Spears     |
| 2. "Predictable"                             | Good Charlotte        |
| 3. "Louder"                                  | The Piper Downs       |
| 4. "Calling All Angels"                      | Train                 |
| 5. "Mandy"                                   | Jonas Brothers        |
| 6. "Vacation"                                | The Go Go's           |
| 7. "Permanent Midnite"                       | Saucy Monky           |
| 8. "Found Out About You"                     | Gin Blossoms          |
| 9. "Highway to Nowhere and Makes me Happy"   | Drake Bell            |
| 10. "All I Want"                             | Toad the Wet Sprocket |
| 11. "It's True"                              | Odds Against Tomorrow |
| 12. "Okay"                                   | Backhouse Mike        |

## Llançaments de DVD
- Nickelodeon va llençar la primera temporada de Zoey 101 en DVD el 13 de febrer de 2007.
- També es va llençar el DVD de la pel·lícula Zoey 101: Spring Break-Up el 14 de març del 2006.

## Parelles en Zoey 101
L'amor també forma part fonamental en la sèrie però és molt més obert el tema de les relacions de nuvis fins a la temporada 3 quan Zoey descobreix a Chase donant-li un petó a Rebecca i després prensentar-li com la seva nuvia.a més de Quinn y Mark els quals també es tornen nuvis; des de llavors aquesta temàtica pren importància en la sèrie -a part dels "coqueteigs" de Nicole amb els nois en la temporada 2 raó per la qual va abandonar PCA-
- Rebecca - Chase (parella, Temporada 3 fins al capitol 2)
- Quinn - Mark (parella, Temporada 1,2,3, i 4 fins en capítol 6)
- Lisa - Michael (parella, Temporada 3,4)
- Zoey - James (parella, Temporada 4 fins al capitòl 12}
- Lola - Vince (parella, Temporada 4)
- Quinn - Logan (parella, Temporada 4 després que Mark termina amb Quinn)
- Zoey - Chase (parella, Temporada 4 -Fi-)
- Mark - Stacey (Possiblement, es veu que ballen en la graduació junts al final de la Temporada 4)

## Curiositats
- En el capítol "El Hijo del Decano" es menciona Friday Night Live que és una paròdia de Friday Night Lights i de Saturday Night Live
- En l'acadèmia hi ha un restaurant que es diu "Sushi Rox", aquesta és una paròdia de Sushi Itto i Sushi Wonxs.
- En diversos episodis, els ordinadors es veuen les icones i, la barra de tasques i la Barra de Títols de Windows XP, fins i tot es combinen la blauenca barra de Windows i la platejada de Mac OS però es veu el Dashboard de Mac OS, és un gag amb la intenció de dir que Microsoft agafa les idees d'Apple.
- Els ordinadors portàtils tenen en la part darrera una Pera parodiant el logotip d'Apple.
- En l'episodi de la quarta temporada "Anger Managment", es veu que Lola ingresa a http://www.icarly.com
- En el capitòl "El globo de Zoey" el ball de "La Macalana" en realitat és una paròdia del ball dels 90 "La Macarena".
- En l'episodi "La alpaca de Quinn", quan Quinn i Otis passejaven pel campus, s'usa el tema "Makes me happy", de Drake Bell, sol que interpretat per Backhouse Mike.
- En l'episodi en què tots van a la casa de Logan i fan la competencia de "Guerra de Generos" és una paròdia del programa la "Guerra de los sexos".
- James Garret va sortir del nom del capítol de la primera temporada "Jet-X" l'home que actua en el comercial de Logan cridat Jet Garret.

En l'episodi dels Martillos de Plata quan tots estaven reunits i tenien l'antifaç, quan els anaven cridant es mencionen els dos noms Steve Holland i Joe Catania que casualment són productors de Zoey 101.
- En l'episodi "Cadena de favores" mencionen el sistema operatiu que va crear Quinn, el Quinndows QP. On es pot notar la parodia a Windows XP, "el mejor sistema operativo de la historia".
- En el campus hi ha una biblioteca trucada "Harry Schneider" en honor del pare de Dan Schneider.
- En "Drake y Josh van a Hollywood" Josh té un vídeo de Drake quan cantaba "Highway to Nowhere" en PCA però ell diu que va ser en un parc.
- En "El globo de Zoey" Wayne (li truquen "Foc Intens") tenía diversos joguets de "La Guerra de las Galaxias" (En realitat eran joguets dels personatges parodiadats).
- En el mateix capítol Quinn anava a llençar a l'àcid un joguet al que li va dir Nug Nug una parodía de Jar Jar.
- Als Estats Units ja està en Turbo Nick! el teaser de l'última película de Zoey 101: Chasing Zoey.
- En la serie Malcolm in the middle els noms dels 2 germans són Malcom i Reese que junts formen el nom del pare de Logan Malcolm Reese.
- En l'episodi Drippy veuen una pelicula que es diu "Shinnyuusha". on que se puede veure una paròdia de Inuyasha.
- En el mateix episodi, Lola, Quinn, Dustin i Zoey están jugant un joc que es diu "PCAOPOLY" que és una paròdia a Monopoly.
- En l'Episodi Drippy el jPhone és una paròdia a l'iPhone.
- En l'espisodi confidencias en PCA s'assembla molt al capitol de Drake y Josh però estan amb la doctora Phillis
- En l'episodi en el que es crema el Sushi Rox, en la primera escena, on Zoey i los demés están sopant allí mateix, sona la mateixa canço que surt en l'episodi "La apuesta 2" de Drake y Josh, quan Josh està en les seves diferents cites.
- En l'episodi "Adiós Zoey", abans que Chase corregués a l'estancia de les noies i li demani el número telefónic de Zoey a Lola a Quinn, elles están mirant una caricatura, al pasar el canal es nota que veuen un curt comercial d'un parell de vambes (l parell de vambes per al qual Drake Bell ofereix la seva canço "Makes My Happy" en la película "Un Camarón Gigante", sol que aquesta vegada utilitzen una altra cançó)
- En la festa final del primer episodi "Bienvenida a PCA" es veu com Zoey porta una samarreta en la que posa Covington que és on Zoey està a Anglaterra.
- En l'episodi "La Subhasta" l'entrenador Phelps está llegint una historieta trucada Itchy Rich. Que és una òbvia paròdia de Richie Ri¢h.

## Estrelles invitades
- Drake Bell (com ell mateix en l'episodi "Festa de primavera")
- Chris Warren Jr (surt d'extra a la primera temporada)
- Christian Serratos (surt d'extra en l'episodi de "Ball escolar")
- Austin Butler (com el nuvi de Stacy en l'episodi "Quarantena")
- Teo Olivares (surt de Olivary en l'episodi "Ball escolar" i en l'últim episodi de la sèrie.)
- Nicole Anderson (surt com Maria en 2 episodis)
- Reiley McClendon (surt de Kit Finch en l'episodi "Defensant a Dustin")
- Chris Hardwick (com un milionari en l'episodi "Festa De Primavera")
- Kelly Blatz (surt de Gene en l'episodi "el concurs de ball")
- Patrick Bristow (el director de l'obra en el capítol "l'obra de teatre")
- Thomas F. Wilson (surt de mestre d'esports en l'episodi "Disc Golf")
- Allison Scagliotti-Smith (com Stacy en l'episodi "La motxilla")
- Roark Critchlow (com el pare de Zoey en els episodis "Benvinguda a l'Acadèmia" i "Adéu Zoey")
- Miranda Cosgrove (com Paige Howard en l'episodi "Paige en l'acadèmia")
- Erik per Sullivan (com Denisse en l'episodi benvinguda a l'acadèmia)
- Jennette McCurdy (com Trisha en l'episodi "Noia Mala")
- Brandi Cyrus (com a cantant del ball en l'episodi "Chasing Zoey")
- Sean Flynn (en 3 capítols de la 4a temporada: "Intercanvi de llocs", surt al Retorn de Vince Blake [en escenes del recompte de El Gran Vince Blake] i "Perseguint a Zoey part 2")
- Daniella Monet (com Rebbeca en els episodis "Surprise", "La núvia de Chase" i "El globus de Zoey")
- Leanna Spear (com Jeannie en l'episodi "Surprise")

## Pel·lícules en TV
| Pel·lícula                       | Emissió                                                         | Episodi # |
| -------------------------------- | --------------------------------------------------------------- | --------- |
| Zoey 101: Receso de Primavera    | Estats Units: 10 de març, 2006. Sud-amèrica: Juliol del 2006    | 23 - 24   |
| Zoey 101: La Maldición de la PCA | Estados Unidos: 13 d'octubre, 2007. 21 d'octubre del 2007       | 43 - 44   |
| Zoey 101: Adios Zoey             | Estats Units: 4 de gener, 2008. Sud-amèrica: 2 de maig del 2008 | 51 - 52   |
| Zoey 101: Persiguiendo a Zoey    | Estats Units: 2 de maig, 2008. Sud-amèrica: ---                 | 64 - 65   |